# The Look of Love
"The Look of Love" je treći singl američke pjevačice Madonne sa soundtracka Who's That Girl. Kao singl je izdan 25. studenog 1987. pod Sire Recordsom i to samo u Europi i Japanu.

## O pjesmi
Pjesmu su napisali Madonna i njezin dugogodišnji suradnik Patrick Leonard. Napisana je samo dan poslije nego su napisali pjesmu "Who's That Girl" koja je bila prvi singl s albuma.
Pjesma je kao singl izdana samo u nekim europskim zemljama, Ujedinjenom Kraljevstvu i Japanu. "I Know It", pjesma s Madonninog prvog albuma se našla kao B strana singla, dok se pjesma "Love Don't Live Here Anymore" kasnije našla također na B strani ali 12" singla.
Madonna je pjesmu izvela 1987. na svojoj Who's That Girl Tour.
Pjesma je korištena kao B strana 1989. za singl "Express Yourself".

## Uspjeh pjesme
Pjesma je najznačajniji pothvat napravila u UK-u, Irskoj i Nizozemskoj gdje je dospjela u Top 10. U ostalim zemljama Europe je ušla u Top 40.

## Glazbeni video
Za video su korišteni klipovi iz filma Who's That Girl i kao takav se prikazivao u Europi. Još je jedan video izašao, i to onaj gdje Madonna izvodi pjesmu na turneji.

## Popis formata i pjesama
UK i Europski 7" Vinyl Singl
1. The Look Of Love (Album verzija)
2. I Know It (Album verzija)

UK i Europski 12" vinyl singl
1. The Look Of Love
2. I Know It
3. Love Don't Live Here Anymore

Uz neke primjerke 12" su poklonjeni posteri
UK 12" Picture disc
1. The Look Of Love
2. I Know It
3. Love Don't Live Here Anymore

Njemački 5" CD Singl (reissue)
1. The Look Of Love (Album verzija)
2. Love Don't Live Here Anymore (Album verzija)
3. I Know It (Album verzija)

Japanski 7" Singl
1. The Look of Love
2. I Know It

## Na ljestvicama
| Ljestvica (1987./1988.) | Pozicija |
| ----------------------- | -------- |
| Belgija                 | 9        |
| Europa                  | 17       |
| Francuska               | 23       |
| Irska                   | 6        |
| Japan                   | 20       |
| Nizozemska              | 8        |
| Njemačka                | 34       |
| Švicarska               | 20       |
| UK                      | 9        |